# Lâu đài Bouka

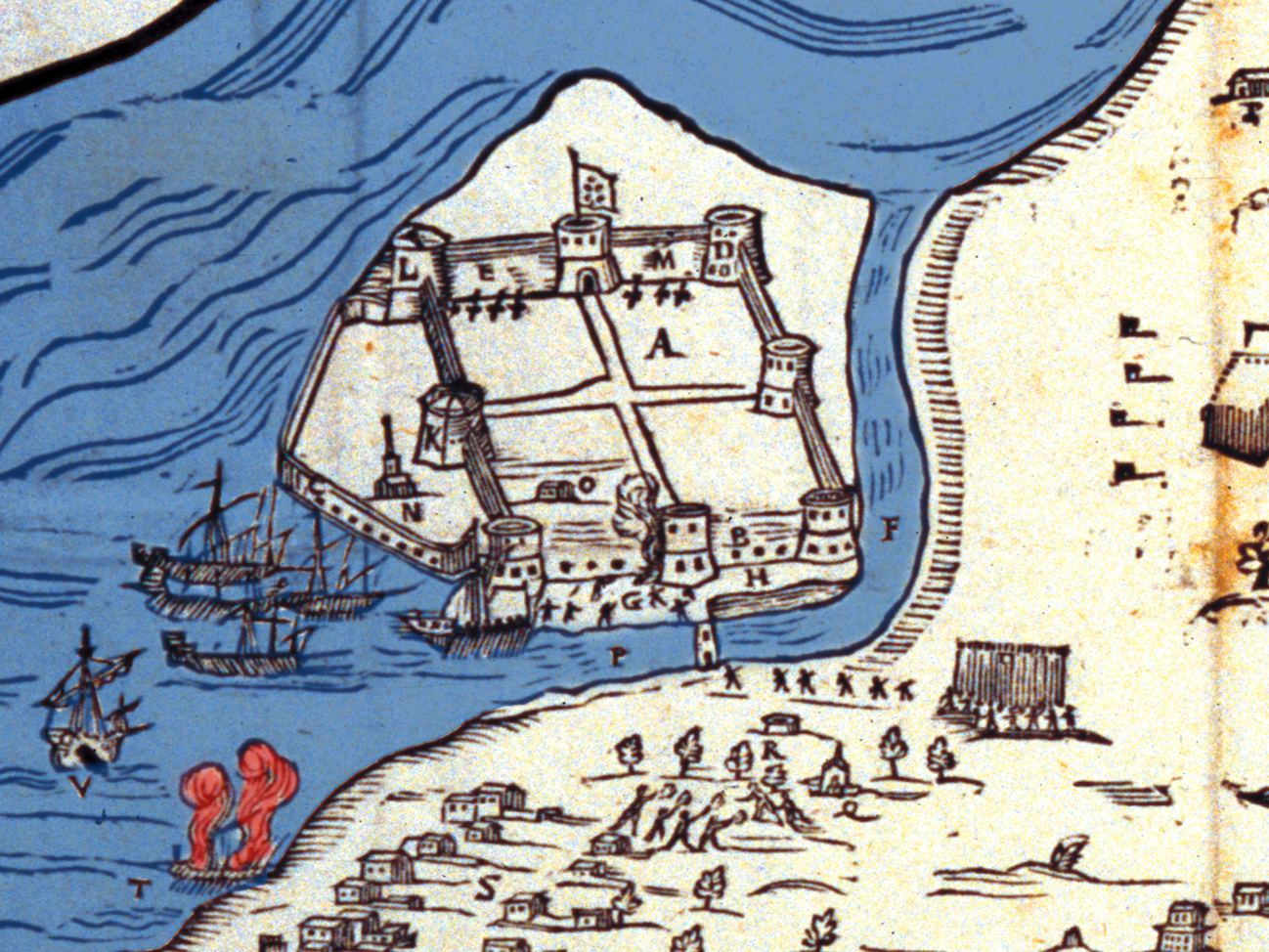
Sơ đồ lâu đài Bouka. Chạm khắc bởi Giovanni Orlandi, 1605

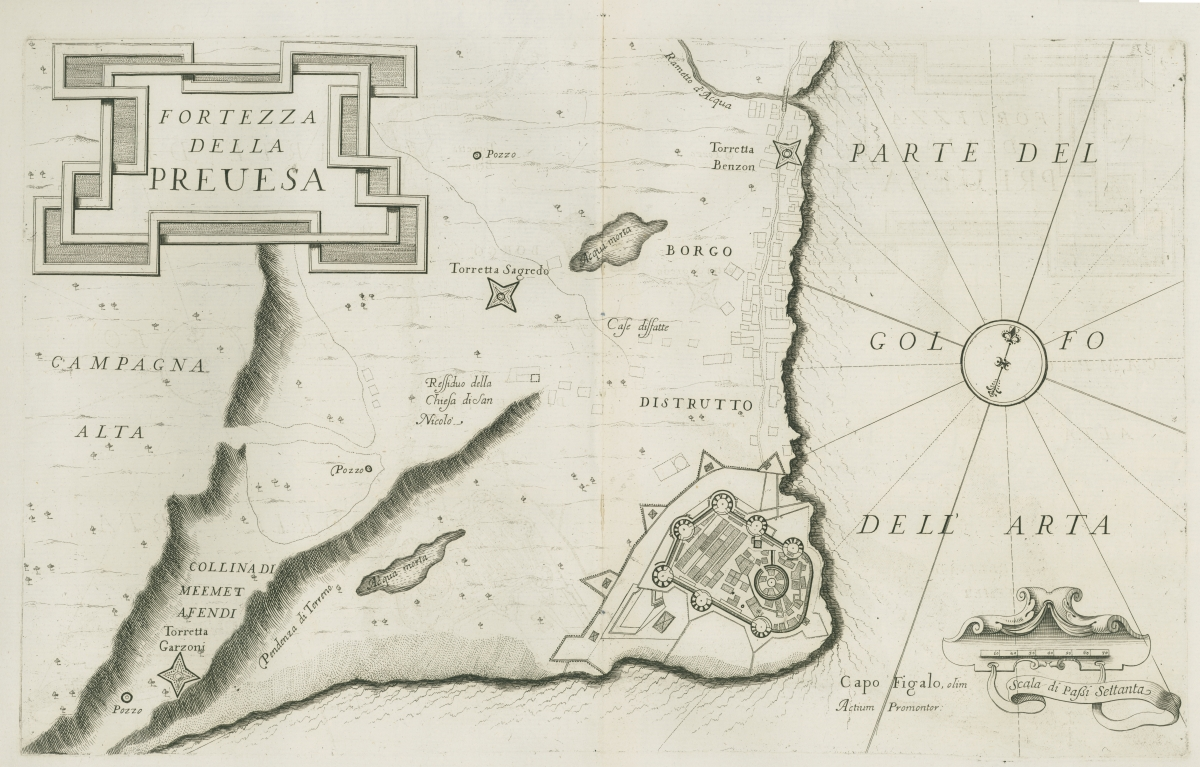
Bản đồ chạm khắc của Preveza mô tả lâu đài Bouka

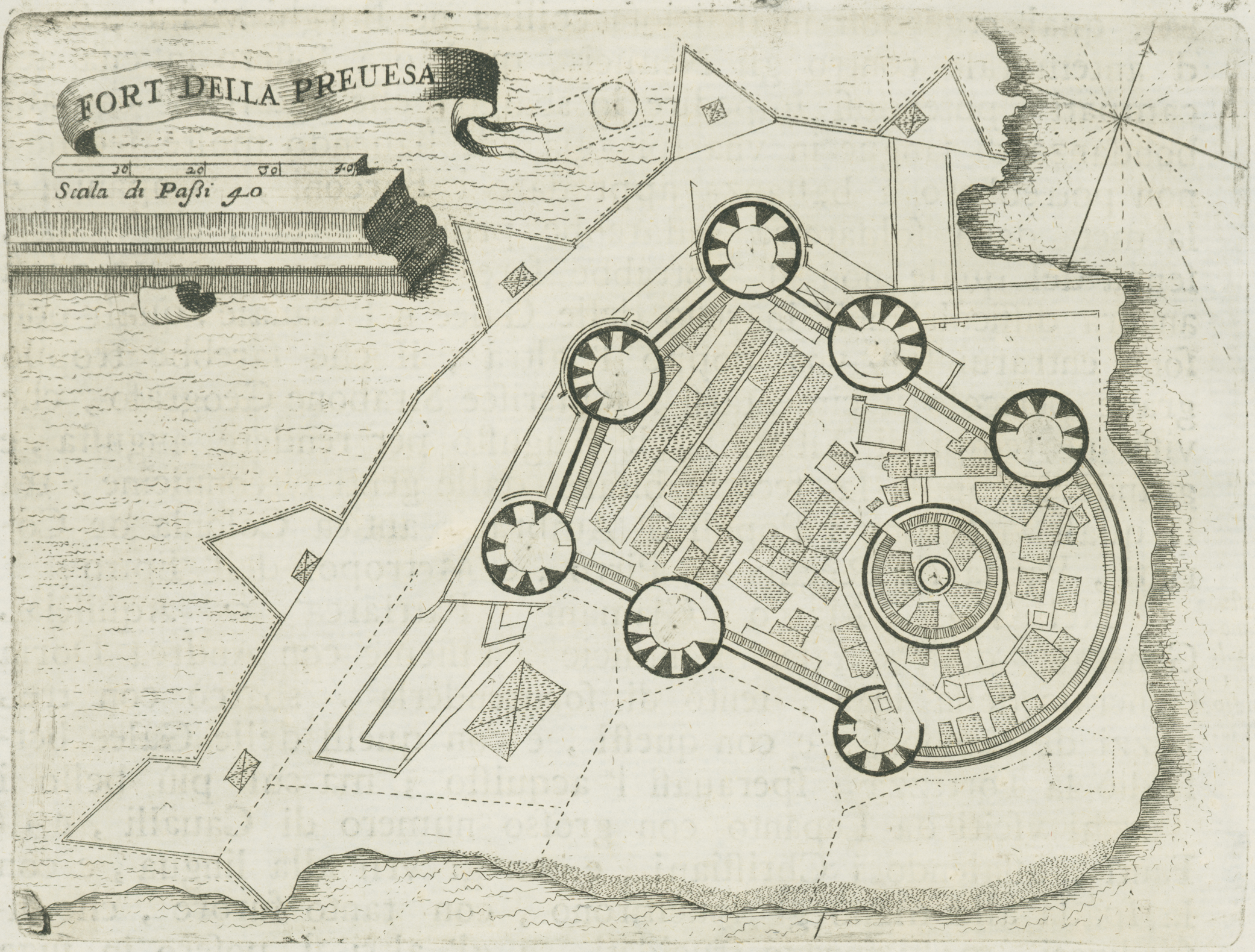
Sơ đồ lâu đài Bouka. Chạm khắc bởi Coronelli, 1686

Lâu đài Bouka (tiếng Hy Lạp: Κάστρο της Μπούκας, từ tiếng Ý: bocca) là công trình lớn đầu tiên của Ottoman ở Preveza, ở phía tây bắc Hy Lạp. Nó được xây dựng bởi Ottoman vào năm 1478 và kiểm soát những eo biển của vịnh Ambracia. Năm 1701, người Venice đã phá tan lâu đài trước khi họ trao Preveza cho Ottoman, theo các điều khoản của hiệp ước Karlowitz.
Lâu đài Bouka đang đứng trên địa điểm mà ngày nay được gọi là "Paliosaraga" (Παλιοσάραγα, Cung điện cổ). Các seraglio mùa hè của Ali Pasha của Yannina được xây dựng trên tàn tích của lâu đài, trong đầu những năm 1810. Sau khi quân đội Hy Lạp giải phóng Preveza vào năm 1912, một đơn vị cung cấp quân đội dựa trên địa điểm của lâu đài. Ngày nay, có rất ít phần còn lại của lâu đài Bouka, mặc dù thực tế rằng địa điểm nói chung không được xây dựng.

## Lịch sử
Lâu đài được người Ottoman xây dựng vào năm 1478, mười lăm năm sau khi họ chiếm đóng hoàn toàn vùng Preveza và Riniassa. Ngày xây dựng lâu đài cũng là được đề cập trong Biên niên sử ngắn số 71.7:  ἔκτισεν τὴν Πρέβεζαν ἐπὶ ἔτους ‚ςϡπς΄," he củng cố Preveza vào năm 6986  [Anno Mundi]". Năm 6986 Anno Mundi tương ứng với 1.9.1477-31.8.1478 trong lịch Gregorian. Việc xây dựng lâu đài ở cửa Vịnh Ambracia ngay lập tức được Leonardo III Tocco, Bá tước xứ Cephalonia công nhận, trong một bức thư viết tay viết vào ngày 31 tháng 3 năm 1478, là một mối nguy hiểm cho Cộng hòa Venice. Vì điều này, ông ấy đã gửi người họ hàng của mình, Bogordo di Tocco, đến Venice để tìm kiếm sự trợ giúp. Trong bức thư này, lâu đài được nhắc đến là "castello ala bucca delo gulfo" ("lâu đài ở cửa/lối vào của vịnh"). Trong những năm Ottoman đầu tiên, lâu đài được gọi là Preveze kalesi, và cuối cùng tên này được đặt cho khu định cư nhỏ được hình thành ở phía bắc lâu đài. Lần đầu tiên cái tên Preveza được ghi trên một tài liệu ghi ngày tháng rõ ràng là trong một bức thư của f. Leonardo Michiel của Corfu, vào năm 1481.
Lâu đài có lẽ đã được xây dựng thêm bởi người Ottoman vào năm 1486-87, cũng như vào năm 1495 để ngăn chặn nguy hiểm rình rập từ phương Tây, do kế hoạch chinh phục của vua Pháp Charles VIII , tuy nhiên, cuối cùng kế hoạch này đã bị hủy bỏ.
Lâu đài cũng được củng cố vào năm 1530, năm 1553 dưới thời trị vì của Suleiman the Magnificent, và bởi người Venice, sau khi họ chinh phục Preveza, vào năm 1684.
Khi người thám hiểm vĩ đại Ottoman đến thăm Preveza, vào khoảng năm 1670, ông mô tả Bouka là một lâu đài được canh giữ bởi 250 binh lính, với những con phố nhỏ hẹp và khoảng 100 ngôi nhà nhỏ không có vườn, còn có một nhà thờ Hồi giáo được xây dựng bởi Sultan Süleyman I (r. 1520-66). Bên ngoài các bức tường của lâu đài là 300 ngôi nhà lớn có vườn và một khu chợ với 100 cửa hàng.
Lâu đài đã bị phá hủy bởi người Venice vào năm 1701, trước khi giao khu vực này cho người Ottoman, theo các quy định của Hiệp ước Karlowitz và các thỏa thuận song phương khác. Ngay sau khi phá hủy lâu đài Bouka và bàn giao Preveza, người Ottoman bắt đầu xây dựng một lâu đài lớn để bảo vệ thị trấn và các eo biển của Vịnh Ambracia. Thành trì mới được xây dựng cách lâu đài bị phá hủy một km về phía bắc, cách nó một khoảng cách bằng một phát đại bác, và bây giờ nó được gọi là Lâu đài Thánh Andrew (tên của nó vào cuối thời Ottoman là Iç Kale).

## Hình ảnh

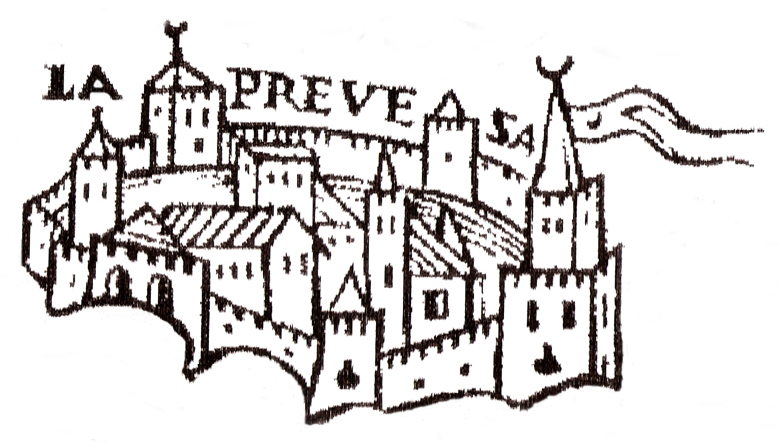
Tranh khắc gỗ của lâu đài Bouka bởi Francesco Genesio, 1538
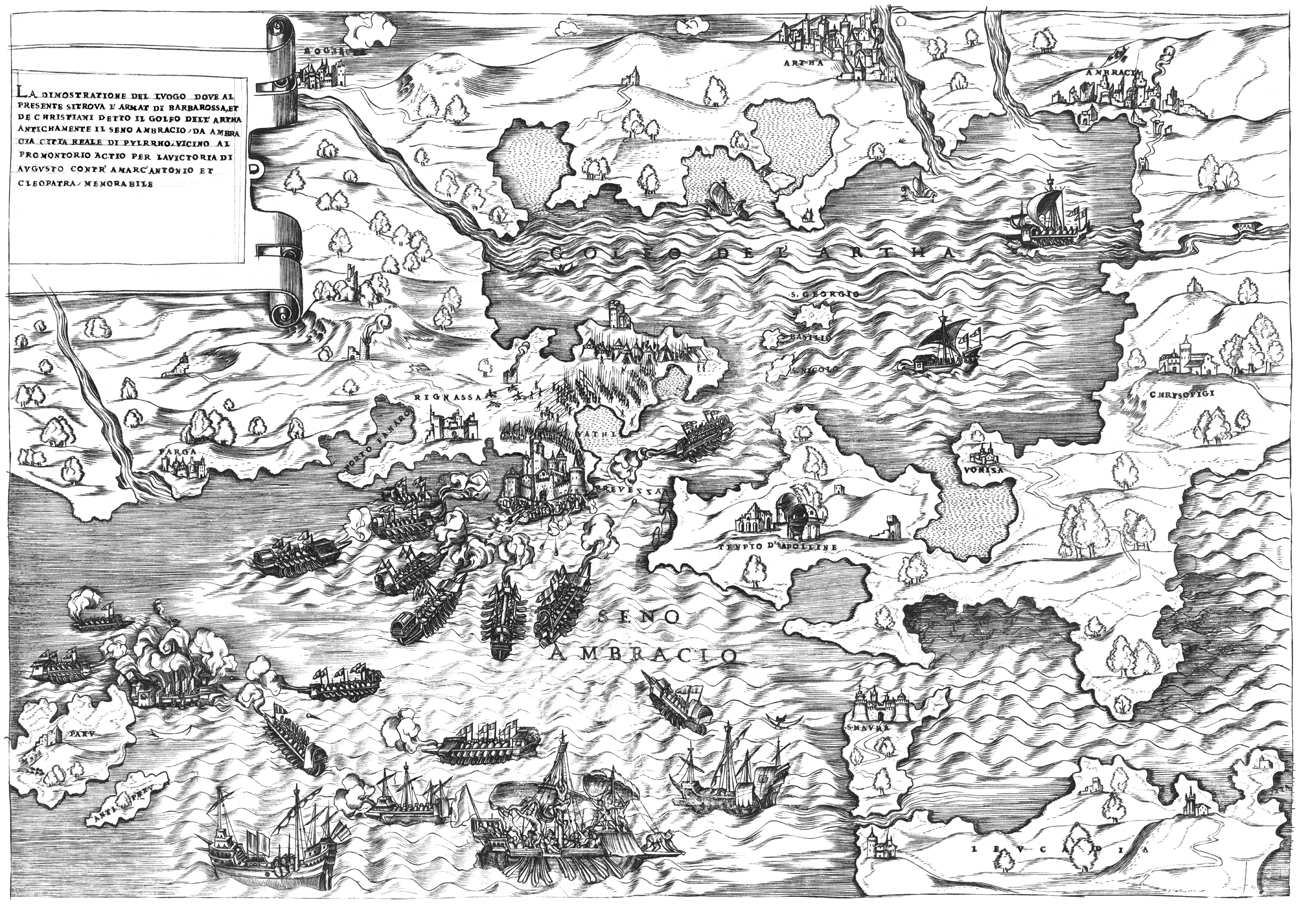
Tranh khắc axít của lâu đài Bouka bởi Antonio Salamanca, 1540 c.
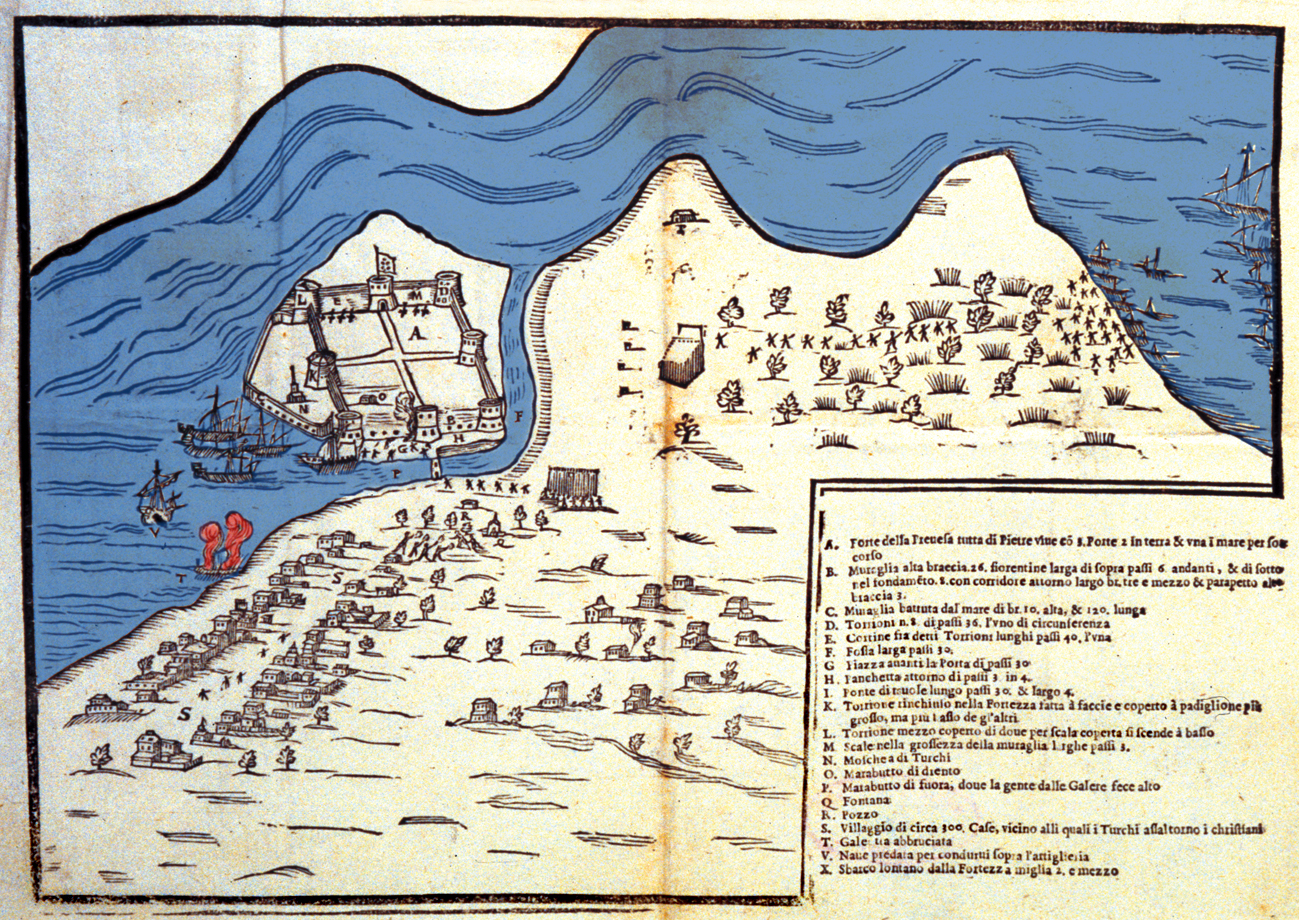
Sơ đồ lâu đài Bouka. khắc bởi Giovanni Orlandi, 1605
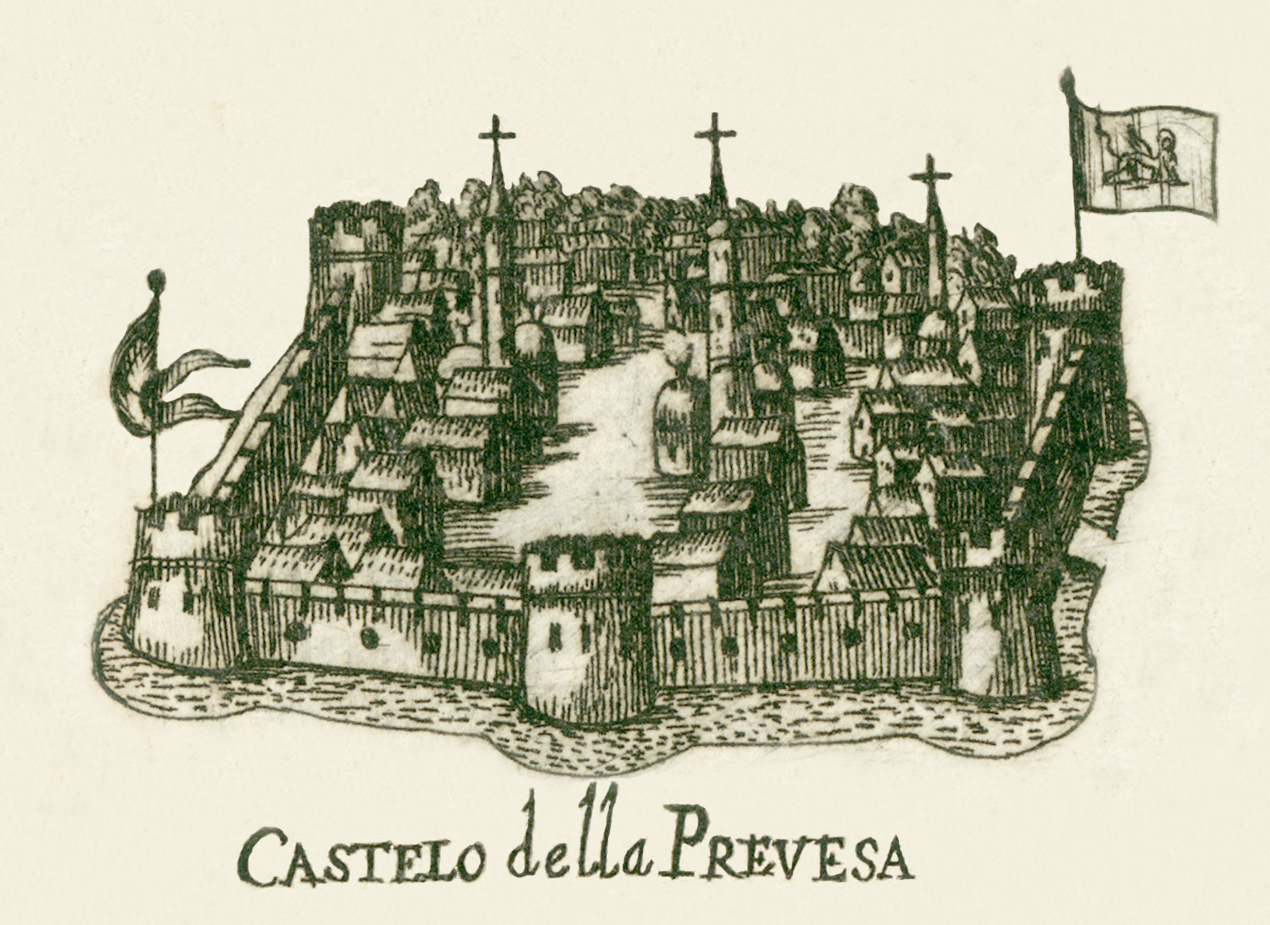
Tranh khắc axít của lâu đài Bouka bởi Giuseppe Longhi, 1684 c.
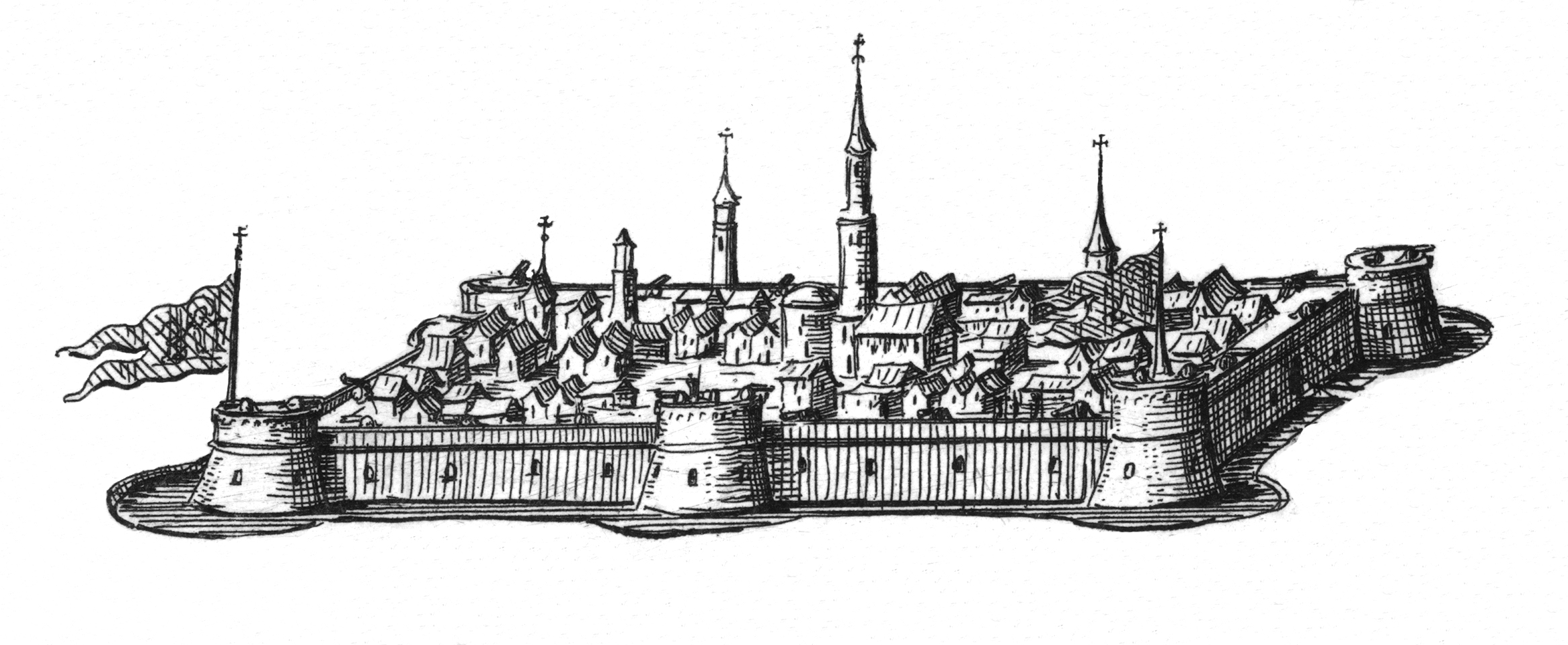
Tranh khắc axít của lâu đài Bouka bởi Giovanni Giacomo de Rossi, 1687
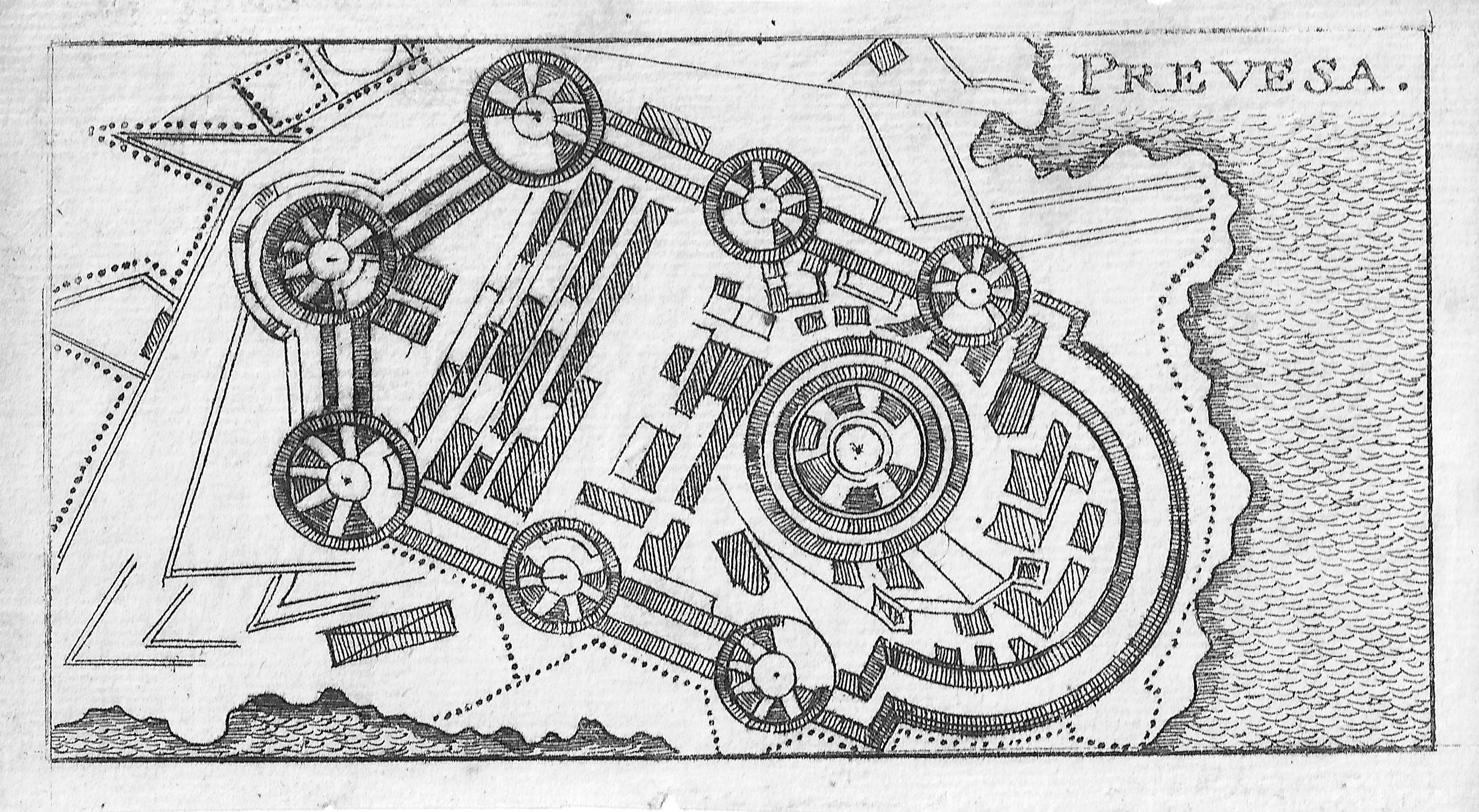
Tranh khắc gỗ của lâu đài Bouka bởi Leonhard Loschge, 1687
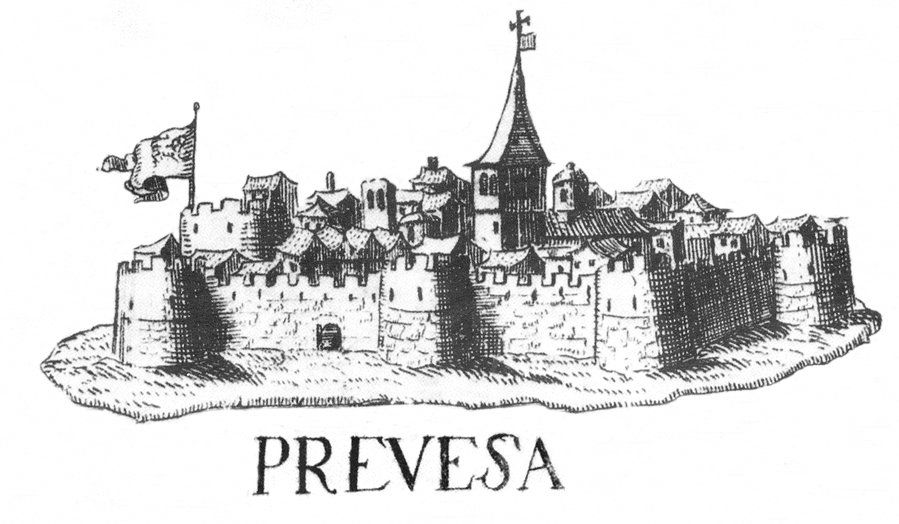
Tranh khắc axít của lâu đài Bouka bởi Vincenzo Coronelli, 1688
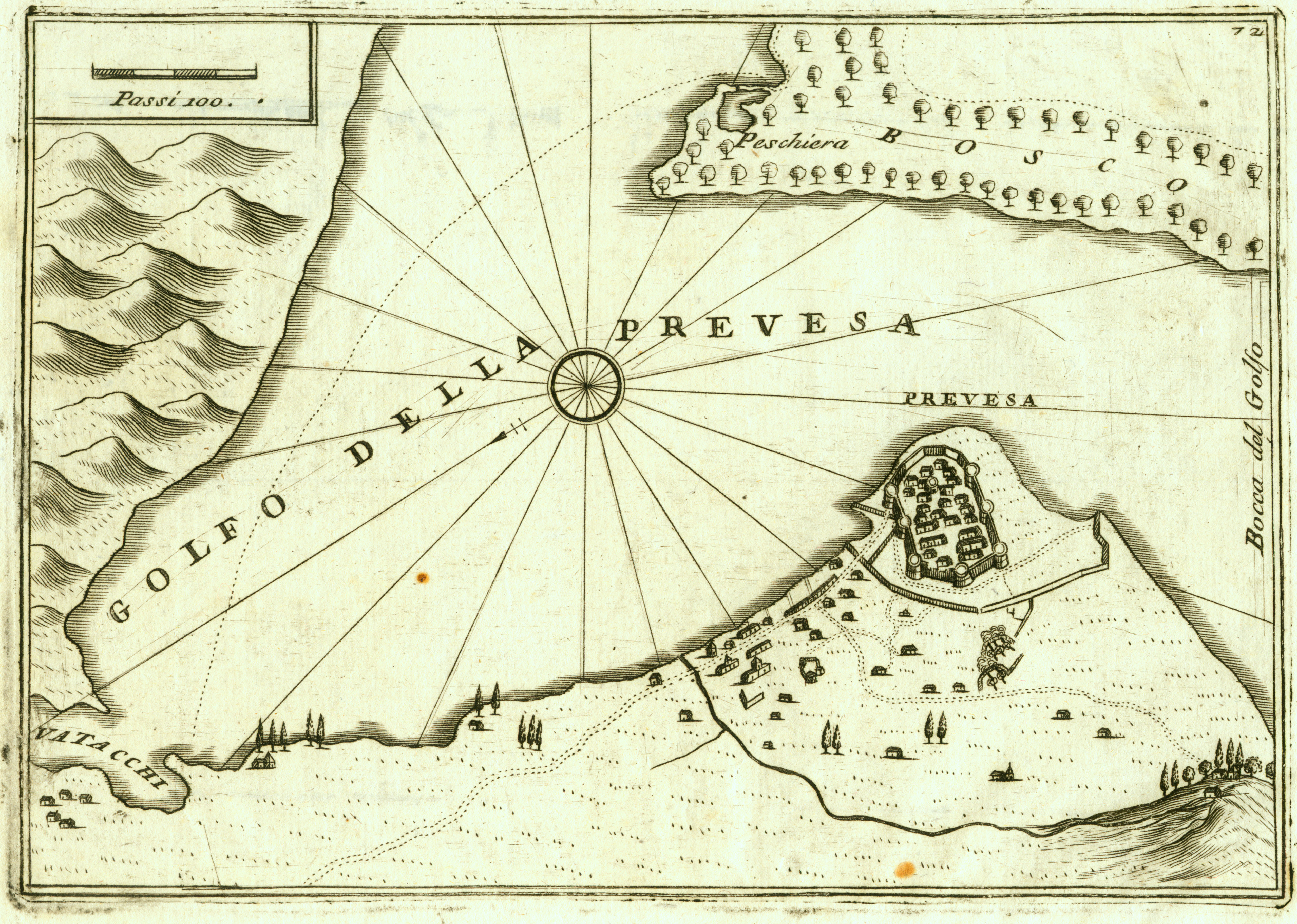
Tranh khắc axít của lâu đài Bouka bởi Vincenzo Coronelli, 1707
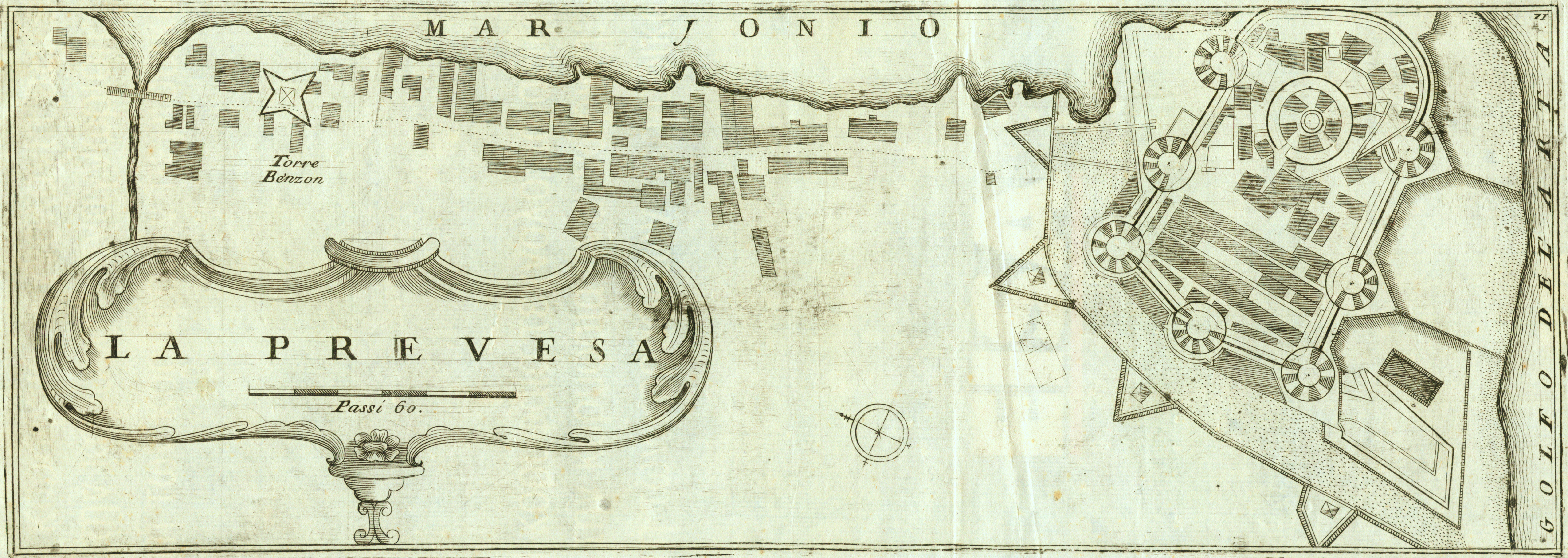
Tranh khắc axít của lâu đài Bouka bởi Vincenzo Coronelli, 1707